# Dead Sara
Dead Sara je hardrocková skupina z Los Angeles. Tvoří ji Emily Armstrongová (zpěv, kytara), Sean Friday (bicí, vokály), Siouxsie Medleyová (sólová kytara, vokály). Známí jsou hlavně díky singlu Weatherman z debutového eponymního alba Dead Sara (2012).
Na třetím udílení cen časopisu Vegas Rocks! Roce 2012 dostali cenu pro nejlepší novou rockovou skupinu. Byli také nominováni na ocenění Rock Radio Award v soutěži o nejlepšího alternativního umělce za rok 2012 pořádané Radiem Contraband. Ve stejném roce získali ocenění Close to Home Artist of the Year (domácí umělec roku) na 98.7 FM, když v posledním kole hlasování porazili No Doubt.
Píseň Wheatherman se na stránce Loudwire.com umístila v desítce nejlepších rockových písní roku 2012. Předčila tehdy nahrávky skupin jako Three Days Grace, Stone Sour nebo Deftones. Emily byla navíc nominována na nejlepší zpěvačku a Siouxie na nejlepší kytaristku roku 2012.
V roce 2021 vydali prozatím své poslední album Ain't It Tragic. V září 2024 se hlavní zpěvačka skupiny Emily Armstrongová připojila k rockové skupině Linkin Park.

## Historie

### Vznik a začátky (2002–2005)
Emily Armstrongová a Siouxsie Medleyová pronikly do hudebního světa jako kytaristky, zpěvačky a skladatelky. Emily hrála na kytaru od svých dvanácti a Siouxie od devíti let. Siouxie nejdříve hrála na kytaru Fender Telecaster své chůvy, v jedenácti letech si pak za našetřené peníze pořídila vlastní kytaru Fender Squier.
Před založením skupiny Dead Sara vystupovala Emily jako sólová umělkyně, věnovala se zejména folkové hudbě a založila několik školních skupin. Za své hlavní dovednosti považuje skládání a hru na kytaru, jako zpěvačka se do patnácti let necítila ve své kůži. V té době dokázala zazpívat čisté rovnoměrné vibrato v různých výškách, díky čemuž má dnes silný čistý hlas a při screamingu nepoužívá žádné hlasové filtry.
Emily a Siouxie seznámila jejich společná známá Diva Gustafssonova koncem roku 2002 (Emily měla v té době šestnáct a Siouxie patnáct let). V roce 2003 začaly společně skládat a roku 2004 nahrály první společnou píseň, Changes. Jako skupina poprvé vystupovali v březnu roku 2005 v nočním klubu The Mint v Los Angeles. Emily hrála na baskytaru a trio doplňoval bubeník Aaron Bellcastro (spolupracoval i na nahrávce Changes). Krátce na to se skupina rozrostla na čtyři členy.
Ze začátku krátce vystupovali pod názvem Epiphany, ale v polovině roku 2005 jej změnili na Dead Sara. Název je narážkou na text písně Sara od Fleetwood Mac, kde se zpívá „Said Sara“, což občas zní jako „Dead Sara“. Obě členky shodně uvádějí jako svůj největší hudební vzor vzor Stevie Nicksovou, která píseň Sara složila. Ve stejné době začala Medleyová používat křestní jméno Siouxsie jako odkaz na indiánský kmen Siouxů a dědictví původních Američanů, ke kterým patřili i její praprarodiče. S umělkyní Siouxsie Sioux tedy nemá původ jména Medleyové žádnou souvislost.

### Rostoucí sláva (2006–2010)
První turné skupiny sponzoroval v roce 2007 Tal Kapelner. Vystupovali jako předkapela skupiny Endless Hallway. O rok později vydali pod vydavatelstvím Viscount Records první EP se šesti skladbami, kterou nazvali The Airport Sessions.
Po mnoha změnách na postu bubeníka a baskytaristy se složení skupiny ustálilo roce 2009. Bubeníkem se stal Sean Friday, baskytaristou Chris Null. Oba dříve hráli pro Sonnyho Moorea (momentálně známého pod jménem Skrillex).
Courtney Love, frontmanka skupiny Hole, požádala v roce 2009 Emily Armstrongovou, aby nazpívala vokály na jejím albu Nobody's Daughter.
Grace Slicková v rozhovoru po The Wall Street Journal řekla, že ze současných zpěvaček nejvíce obdivuje Emily Armstrongovou.

### Úspěch (2011–současnost)
Za rádiové stanice, které začaly písně skupiny Dead Sara hrát mezi prvními jsou považovány KYSR-FM, KTBZ-FM a WCCC.
Hudební ředitel posledně jmenované stanice, Mike Karolyi, byl právě na Sunset Sessions v Kalifornii, kde skupina Staind premiérově promítala svůj dokument. Karolyi zde zaslechl hrát tehdy neznámou skupinu a namísto sledování dokumentu si šel poslechnout jejich koncert. Po návratu do Connecticutu začal hrát nahrávku Weatherman a tím odstartoval vzestup skupiny Dead Sara. Píseň Weatherman, která v té době ještě nebyla vydána na žádném nosiči, skončila na druhém místě žebříčku Top 69 rádia WCCC za rok 2011. V září 2011 podnikla skupina turné s kapelou Bush a v únoru následujícího roku byla píseň Weatherman vydána jako singl k debutovému albu skupiny.
První eponymní album vydalo vydavatelství Pocket Kid Records v roce 2012 a produkoval jej Noah Shain (Atreyu, Skrillex). Album se vyšplhalo na 16. příčku žebříčku Billboard Heatseekers Albums chart a krátce na to použila singl z tohoto alba automobilka FIAT v reklamě na svůj model 500. 
Na jaře 2012 vystupovali se skupinami Chevelle a The Used, v létě byli na turné Vans Warped Tour po Americe. Na hudebním festivalu Sunset Strip 2012 zazpívala Emily Armstrongová s Robbym Kriegerem a Ray Manzarekem z The Doors píseň Soul Kitchen. Na začátku podzimu roku 2012 absolvovala skupina turné s The Offspring a Neon Trees a v únoru 2013 jeli na turné s Muse.

## Pocket Kids Records
Pocket Kid Records je nakladatelství založené členy skupiny. V rozhovoru pro Broken Records Magazine roce 2012 Emily prohlásila, že jim řízení vlastního vydavatelství dává svobodu, aby mohli zpívat, o čem se jim zachce. Líbí se jim nejen fakt, že mají plnou kontrolu, ale také to, že vidí, jak to v nahrávacím průmyslu funguje.

## Diskografie

### Studiová alba
- Dead Sara (2012)
- Pleasure To Meet You (2015)
- Ain't It Tragic (2021)

### EP
- The Airport Sessions (2008)
- The Airport Sessions (Remastered) (2016)
- The Covers (2017)
- Temporary Things Taking Up Space (2018)

## Média
V televizi poprvé vystupovali 7. června 2012 v pořadu Jimmy Kimmel Live!, kde zahráli písně Weatherman a Sorry For It All.
20. března 2013 se skupina poprvé objevila v internetových zprávách FUSE NEWS, kde Dave Grohl (Nirvana, Foo Fighters) prohlásil, že Dead Sara by mohla být jednou z nejlepších rockových skupin současnosti.
21. března 2013 se Dead Sara objevili v seriálu Upíří deníky, kde zahráli coververzi písně Ask The Angels od Patti Smith a vlastní skladbu Lemon Scent.
Roku 2012 se singl Weatherman objevil ve videohře Need For Speed: Most Wanted. Roku 2013 udělala skupina coververzi písně Heart-Shaped Box od Nirvany, která se později objevila v upoutávce na hru pro PlayStation 4, Infamous: Second Son.